# Villa d'Este (Paris)
Pour les articles homonymes, voir Villa d'Este (homonymie).
La villa d'Este est une voie piétonne située dans le quartier de la Gare du 13e arrondissement.

## Situation et accès

Entrée de la Villa vue de l'avenue d'Ivry.

Située au voisinage de la place de Vénétie, cet ensemble de voies privées serpentant entre des jardins est inséré dans un groupe d'immeubles-tours le long d'un centre commercial.
La villa d'Este est desservie à proximité par la ligne 7 à la station Porte d'Ivry, ainsi que par la ligne 3a du tramway d'Île-de-France.

## Origine du nom
Elle porte le nom de Villa d'Este, une ville d'Italie de la province de Vénétie en raison du voisinage de la place de Vénétie.

## Historique
Cette voie prend sa dénomination actuelle par un décret préfectoral du 27 juillet 1972. 